# Саратога (Вісконсин)
Саратога (англ. Saratoga) — місто (англ. town) в США, в окрузі Вуд штату Вісконсин. Населення — 5060 осіб (2020).

## Демографія
Згідно з переписом 2010 року, у місті мешкали 5142 особи в 2085 домогосподарствах у складі 1540 родин. Було 2204 помешкання
Расовий склад населення:
| - 96,2 % — білих - 0,9 % — корінних американців - 0,8 % — азіатів - 0,4 % — чорних або афроамериканців |

До двох чи більше рас належало 0,9 %. Частка іспаномовних становила 2,0 % від усіх жителів.
За віковим діапазоном населення розподілялося таким чином: 20,3 % — особи молодші 18 років, 64,4 % — особи у віці 18—64 років, 15,3 % — особи у віці 65 років та старші. Медіана віку мешканця становила 46,6 року. На 100 осіб жіночої статі у місті припадало 104,3 чоловіків;  на 100 жінок у віці від 18 років та старших — 107,8 чоловіків також старших 18 років.
Середній дохід на одне домашнє господарство  становив 68 346 доларів США (медіана — 57 389), а середній дохід на одну сім'ю — 81 458 доларів (медіана — 75 107). Медіана доходів становила 56 406 доларів для чоловіків та 36 524 долари для жінок. За межею бідності перебувало 13,1 % осіб, у тому числі 17,8 % дітей у віці до 18 років та 23,8 % осіб у віці 65 років та старших.
Цивільне працевлаштоване населення становило 2385 осіб. Основні галузі зайнятості: освіта, охорона здоров'я та соціальна допомога — 19,8 %, виробництво — 18,3 %, роздрібна торгівля — 12,8 %, мистецтво, розваги та відпочинок — 9,8 %.